# Frutto acerbo/Aliante
 Frutto acerbo  e  Aliante  sono due brani delle Orme estratti dell'album Contrappunti (1974) e pubblicati su 45 giri.
- La canzone Frutto acerbo narra la storia di un adolescente alle prime armi con la sessualità, a cavallo tra gli istinti passionali e i timori tipici della pubertà. Il gruppo sceglie degli arrangiamenti semplici e tranquilli, affidando l'accompagnamento soprattutto a chitarra e pianoforte. Fin dai primi tempi, dato che il brano non prevede l'uso di batteria, il percussionista Michi Dei Rossi lo ha accompagnato nelle versioni dal vivo con il glockenspiel.
- Aliante è un pezzo strumentale imperniato su un accurato studio di Michi Dei Rossi alla batteria: è costruito sotto forma di tema a progressione discendente, ripetuto diverse volte con variazioni prima in un crescendo orchestrale e poi in diminuendo. Il brano venne utilizzato, alla RAI, come sigla del programma La fede oggi.

I pezzo sono accreditati a Pagliuca-Tagliapietra-Reverberi.

## Formazione
- Aldo Tagliapietra - basso - voce
- Tony Pagliuca - tastiere
- Michi Dei Rossi - batteria